# Aeroportul Sawyer County
Aeroportul Sawyer County (IATA: HYR, ICAO: KHYR, FAA LID: HYR) este un aeroport din Wisconsin, Statele Unite ale Americii ce deservește zona Hayward. Aeroportul a fost tranzitat în 2019 de 52 de pasageri.
Situat la o altitudine de 371 m, aeroportul dispune de 2 piste.

## Infrastructură

### Piste
Aeroportul dispune de 2 piste. Pista 03/21 are suprafața de asfalt și dimensiunile 5.002 picioare × 100 picioare. Pista 16/34 are suprafața de Iarbă și dimensiunile 1.088 picioare × 120 picioare. 